# Sindrome da secondo impatto
La sindrome da secondo impatto (SSI) è una manifestazione patologica legata alla comparsa di una seconda commozione cerebrale in un periodo di ore o giorni successivo ad un primo episodio. Il quadro clinico è di solito grave e caratterizzato da un rapido aumento della pressione intracranica, che può anche portare al coma e alla morte.
Si tratta di una manifestazione che generalmente avviene negli sport di contatto (boxe, calcio, rugby, sci, ecc.).

## Eziologia
Il fattore scatenante è una commozione cerebrale dovuta ad un trauma cranico iniziale, che non deve necessariamente di forte intensità. Allo stesso modo, per innescare successivamente la seconda basta un trauma lieve, o addirittura un repentino e forte movimento di contraccolpo del capo (determinato ad esempio da una trattenuta).
Per questi motivi, in caso di commozione cerebrale è generalmente consigliabile la sospensione dell'attività per una settimana dall'insorgenza della sintomatologia.

## Patogenesi
I meccanismi con cui si instaura la SSI non sono ancora del tutto noti. Si ritiene che una concussione possa determinare anomalie metaboliche e nel flusso ionico, nonché nella regolazione del flusso sanguigno cerebrale, che possono persistere fino a dieci giorni dopo il trauma: tali alterazioni vengono generalmente stabilizzate dai meccanismi di autoregolazione a livello cerebrale. Un secondo colpo causerebbe tuttavia uno scompenso tale da destabilizzare ulteriormente la situazione, causando un rapido aumento del flusso ematico e comparsa di edema, con un conseguentemente aumento della pressione intracranica, che nei casi più gravi può evolvere in una erniazione cerebrale.

## Fattori di rischio
Il fattore di rischio principale è la partecipazione a sport di contatto.
Bambini e adolescenti sembrano maggiormente suscettibili all'insorgenza di tale patologia rispetto agli adulti.

## Clinica
La sintomatologia della sindrome da secondo impatto ricalca inizialmente quella tipica della concussione, con cefalea, vertigini, astenia, amnesia e deficit dell'attenzione. Nonostante la seconda concussione il soggetto può essere in grado di riprendere immediatamente l'attività, ma il quadro neurologico tende ad aggravarsi rapidamente con dilatazione delle pupille, assenza di movimenti oculari, perdita di conoscenza ed arresto respiratorio.

## Diagnosi
Il gold standard per la diagnosi della SSI è rappresentato dalla tomografia computerizzata. Anche la risonanza magnetica può essere impiegata per la diagnosi, tuttavia richiede tempi maggiormente lunghi e viene da alcuni ritenuta meno sensibile rispetto alla TC nel diagnosticare la sindrome.

## Trattamento
Il trattamento medico deve essere immediato e si basa sull'intubazione e la somministrazione di farmaci che regolano l'osmosi, come il mannitolo. Il trattamento chirurgico può rivelarsi necessario, ma non sempre risolutivo.

## Prognosi
La mortalità della SSI è pari a circa il 50%. Quasi tutti i sopravvissuti a SSI riportano danni neurologici permanenti.